# Monarchie guyanienne
La monarchie guyanienne est le régime politique en vigueur au Guyana entre 1966 et 1970.
Ancienne colonie britannique, le Guyana obtient son indépendance le 26 mai 1966, la reine Élisabeth II restant chef d'État, avec le titre distinct de reine du Guyana. La quasi-totalité de ses pouvoirs constitutionnels sont exercés par un gouverneur général, qui est son représentant dans le pays. En effet, comme les autres royaumes du Commonwealth, le système politique du Guyana est basé sur le système de Westminster, dans lequel le chef de l'État joue un rôle purement honorifique.
La monarchie guyanienne est abolie le 23 février 1970, date à laquelle le pays devient une république dite « coopérative », tout en continuant de reconnaître la reine Élisabeth II comme chef du Commonwealth.

## Histoire
La colonie de la Couronne de la Guyane britannique devient un pays indépendant, sous le nom de Guyana, le 26 mai 1966, avec la reine Élisabeth II comme chef d'État et reine du Guyana. Le duc et la duchesse de Kent représentent la reine lors des célébrations de l'indépendance du pays. Le duc ouvre la première session du Parlement du Guyana, au nom de la reine, et prononce le discours du Trône. Les fonctions constitutionnelles de la reine sont principalement déléguées à un gouverneur général, nommé par elle sur les conseils de son Premier ministre guyanien. Le gouverneur général, en tant que représentant de la reine du Guyana, agit sur les conseils des ministres de la Couronne guyaniens. Si tous les pouvoirs exécutifs du Guyana sont dévolus à la souveraine, la plupart d'entre eux sont exercés, en son nom, par le gouverneur général.
La Constitution du Guyana prévoit alors d'emblée que le pays deviendra une république au bout de 45 mois, par un vote majoritaire de l'Assemblée nationale. Exactement 45 mois après l'indépendance, le pays devient une « république coopérative », le président du Guyana remplaçant la reine comme chef d'État. Le Guyana reste cependant membre de l'organisation dirigée par Élisabeth II en tant que république du Commonwealth. La reine visite le pays en tant que chef du Commonwealth du 19 au 22 février 1994.

## Titre de la reine

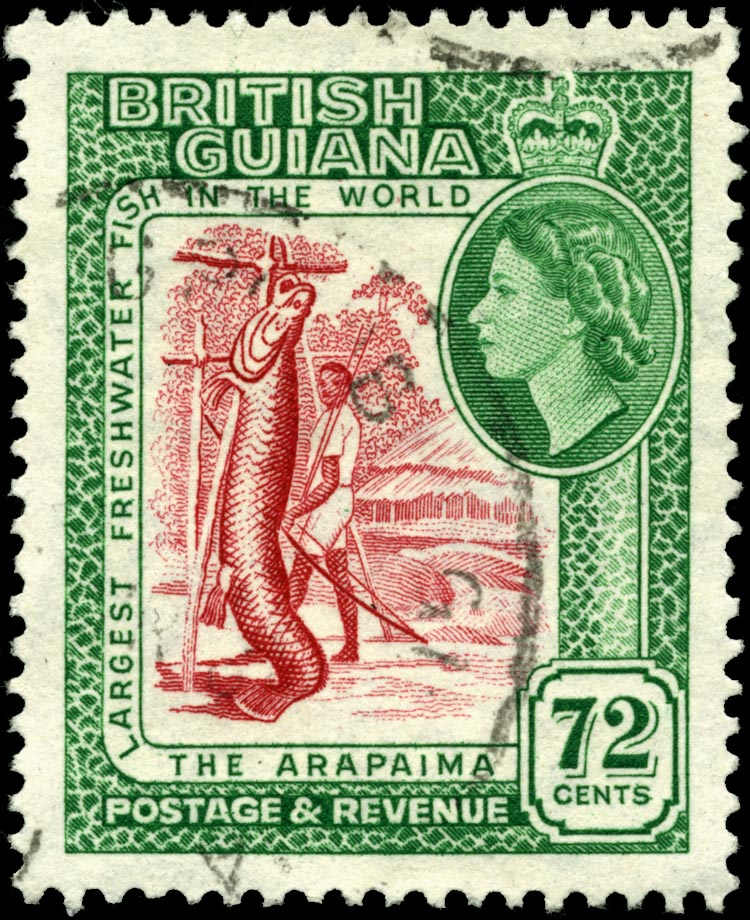
Timbre guyanien à l'effigie de la reine Élisabeth II (1954).

La reine Élisabeth II possédait officiellement un titre différent dans chacun des royaumes du Commonwealth. Jusqu'en 1966, la Guyane britannique est une colonie de la Couronne et Élisabeth II y règne en tant que reine du Royaume-Uni. Après l'indépendance, un nouveau titre royal est adopté le 18 juin 1966 afin de marquer sa qualité spécifique de reine du Guyana. À partir de cette date, le titre de la reine est le suivant :
« Elizabeth the Second, by the Grace of God, Queen of Guyana and of Her other Realms and Territories, Head of the Commonwealth. »
« Élisabeth Deux, par la grâce de Dieu, reine du Guyana et de ses autres royaumes et territoires, chef du Commonwealth. »